# 澤村義夫
澤村 義夫（さわむら よしお、1907年10月12日 - 1970年8月10日）は、日本の実業家。関西テレビ放送元社長。

## 経歴・人物
京都府京都市出身。1929年に慶應義塾大学文学部を卒業。大阪新聞社と大阪時事新報社で編集局長を務め、1959年2月に産業経済新聞社副社長を経て、1958年2月に設立された関西テレビ放送の専務に就任し、社長の小林米三と共に経営の陣頭指揮を執った。1969年2月に小林米三の急逝により、社長に就任した。日本民間放送連盟副会長も務めた。日本万国博覧会の開催に尽力を尽すために、数多くの万博関連番組、関連事業を推進したが、1970年8月10日亜急性黄色肝萎縮のために堺市内の病院で死去。62歳没。